# Paulina Kuczalska-Reinschmit
Paulina Kuczalska-Reinschmit, född 1859, död 1921, var en polsk feminist. 
Hon grundade 1894 kvinnoavdelningen av föreningen Delegacja Pracy Kobiet przy Towarzystwie Popierania Przemysłu i Handlu, som förespråkade kvinnors verkande i alla yrken och hantverk; var en drivande figur i Polens första feministiska kvinnoförening Związku Polskiego Równouprawnienia Kobiet, och grundade 1907 rösträttsföreningen Związek Równouprawnienia Kobiet Polskich. 